# ホレイショ・ウォルポール (第2代オーフォード伯爵)
第2代オーフォード伯爵ホレイショ・ウォルポール（英語: Horatio Walpole, 2nd Earl of Orford、1752年6月13日 – 1822年6月15日）は、イギリスの貴族、政治家。1757年から1806年までホレイショ・ウォルポール閣下の儀礼称号を、1806年から1809年までウォルポール卿の儀礼称号を使用した。

## 生涯
初代オーフォード伯爵ホレイショ・ウォルポールとレイチェル・キャヴェンディッシュ（第3代デヴォンシャー公爵ウィリアム・キャヴェンディッシュの三女）の長男として、1752年6月に生まれた。1764年から1770年までイートン・カレッジで教育を受けた後、1771年5月6日にケンブリッジ大学トリニティ・カレッジに入学、1773年にM.A.の学位を修得した。
1780年イギリス総選挙でウィガン選挙区から出馬して当選、以降ノース内閣が倒れるまで野党の一員として活動、1783年2月18日のシェルバーン伯爵の仮条約にも1783年11月27日のチャールズ・ジェームズ・フォックスの東インド法案にも反対票を投じた。1784年イギリス総選挙でキングス・リン選挙区に鞍替えした後は第1次小ピット内閣の野党として活動した。父が1806年にオーフォード伯爵に叙された以降は野党活動を取りやめ、総人材内閣（1806年 – 1807年）に反対せず第2次ポートランド公爵内閣（1807年 – 1809年）を支持した。
1809年2月24日に父が死去すると、オーフォード伯爵の爵位を継承した。以降は貴族院で反カトリックのトーリー党員として活動した。
1822年6月15日に死去、長男ホレイショが爵位を継承した。

## 家族
1781年7月27日、ソフィア・チャーチル（1797年没、チャールズ・チャーチルの娘）と結婚、下記の子女を儲けた。
- ホレイショ（1783年 – 1858年） - 第3代オーフォード伯爵
- マリア（1870年12月6日没） - 1817年8月9日、マーティン・ジョン・ウェストと結婚
- ハリエット（1792年 – 1875年4月18日） - 1817年4月17日、初代準男爵ウィリアム・ホスト（英語版）の結婚
- ジョージアナ・メアリー（1859年1月16日没） - 1827年2月6日、ジョセフ・ウルフ（英語版）と結婚

1806年7月28日、キャサリン・タンストール（Catherine Tunstall、1807年没、ジェームズ・タンストールの娘）と再婚した。